# Iufeni
Iufeni o Jewefni ('Ell és aquí per mi') fou un faraó de la dinastia XIII d'Egipte conegut només perquè és esmentat al Papir de Torí. Probablement va regnar conjuntament amb Amenemhet V per un període d'entre un i dos anys. Segons els egiptòlegs Kim Ryholt i Darrell Baker, va ser el setè rei de la dinastia, mentre que Jürgen von Beckerath i Detlef Franke el veuen com el sisè governant. Iufni va regnar des de Memfis durant molt poc temps c. 1788 aC o 1741 aC.